# Halowe Mistrzostwa Europy w Lekkoatletyce 1973 – skok wzwyż kobiet
Skok wzwyż kobiet – jedna z konkurencji technicznych rozgrywanych podczas halowych lekkoatletycznych mistrzostw Europy w hali Ahoy w Rotterdamie. Rozegrano od razu finał 11 marca 1973. Zwyciężyła reprezentantka Bułgarii Jordanka Błagoewa, która ustanowiła nieoficjalny halowy rekord świata skokiem na wysokość 1,92 m. Tytułu zdobytego na poprzednich mistrzostwach nie broniła Rita Schmidt z Niemieckiej Republiki Demokratycznej.

## Rezultaty
Rozegrano od razu finał, w którym wzięło udział 17 zawodniczek.

Opracowano na podstawie materiału źródłowego.
| Miejsce | Zawodniczka         | Wynik | Uwagi |
| ------- | ------------------- | ----- | ----- |
| 1       | Jordanka Błagoewa   | 1,92  | WR    |
| 2       | Rita Gildemeister   | 1,86  |       |
| 3       | Milada Karbanová    | 1,86  |       |
| 4       | Rosemarie Witschas  | 1,86  |       |
| 5       | Andrea Mátay        | 1,84  |       |
| 6       | Miloslava Hübnerová | 1,84  |       |
| 7       | Ilona Gusenbauer    | 1,84  |       |
| 8       | Erika Rudolf        | 1,82  |       |
| 9       | Sara Simeoni        | 1,82  |       |
| 10      | Snežana Hrepevnik   | 1,80  |       |
| 11      | Ria Ahlers          | 1,80  |       |
| 12      | Annemieke Bouma     | 1,80  |       |
| 13      | Mieke van Doorn     | 1,78  |       |
| 14      | Brigitte Göhrs      | 1,78  |       |
| 15      | Grith Ejstrup       | 1,76  |       |
| 16      | Gloris Borfiga      | 1,73  |       |
| 17      | Mary Peters         | 1,70  |       |